# Piotr Radziszewski (dziennikarz)
Piotr Radziszewski – polski dziennikarz telewizyjny związany z TVP, TVN i TVN24, producent telewizyjny, w latach 2011–2015 dyrektor TVP1.

## Wykształcenie
W pierwszej połowie lat 80. studiował teatrologię w PWST im. Aleksandra Zelwerowicza w Warszawie.

## Kariera
W 1985 nawiązał współpracę z TVP. Początkowo był dziennikarzem stacji, następnie objął stanowisko zastępcy dyrektora TVP1, później był szef Teleexpressu i dyrektorem Warszawskiego Ośrodka Telewizyjnego. Dwukrotnie był dyrektorem Biura Programowego TVP – od września 2005 do sierpnia 2006 oraz od maja do grudnia 2007.
Od 1997 pracował w telewizji TVN, gdzie m.in. w latach 2003–2005 był członkiem zarządu TVN24 ds. kanałów tematycznych Z grupy ITI odszedł do TV Puls, gdzie pracował przez rok na stanowisku dyrektora programowego, by następnie przejść do Narodowego Instytutu Audiowizualnego będącego częścią struktury Ministerstwa Kultury i Dziedzictwa Narodowego
W 2011 powrócił do TVP, gdzie został mianowany przewodniczącym komisji ds. koordynacji programowej audycji publicystycznych i informacyjnych dotyczących wyborów parlamentarnych Po niespełna roku zajął miejsce Iwony Schymalli na stanowisku dyrektora TVP1.

## Życie prywatne
Mąż dziennikarki, Iwony Radziszewskiej. Ma syna Michała.